# ألبيرتو إيزيدوري
ألبيرتو إيزيدوري (Alberto Isidori) عالم إيطالي من مواليد مدينة ربالو بمقاطعة جنوى . حصل على دبلوم في الهندسة الكهربائية من جامعة روما سنة 1965 وعلى درجة معادلة للدكتوراه في سنة 1969 عن رسالة كان موضوعها يتعلق بعلم الضبط. يعتبر إيزيدوري من العلماء المرموقين عالميا في مجال علم الضبط الذي تتركز أعماله فيه على علم الضبط اللاخطي معتمدا في معالجته للمسائل كثيرا من الأحيان على تفسير أو نظرة هندسية للموضوع. يعمل أستاذ التحكم الآلي في جامعة روما منذ عام 1975. وهو زميل في الاتحاد الدولي للمحاسبين، حصل على وسام الاتحاد الدولي للمحاسبين جورجيو كولزا عام 1996، ورشح اسمه لنيلها جائزة أنظمة التحكم.

## المنشورات
- Isidori, A. (1995). Nonlinear Control Systems. Springer. ISBN:978-3-540-19916-8.

## وصلات خارجية
سيرة إيسيدوري الذاتية بالإنجليزية